# سبحة
السُّبحة أو المِسبحة قلادة مكون من مجموعة من الحبات (خرز) مثقوبة يجمعها خيط يمرر من خلال ثقوب في الحبات لتشكل حلقة حيث تجمع نهايتي الخيط ليمرر بقصبة وليس شرطاً من نفس نوع ولون الحبات.

## تاريخ
يفسر المستشار محمد سامي محمد أبو غوش في كتابة الأحجار الكريمة تاريخ السبحة فيقول: إن فكرة السبحة هي تطور طبيعي وحتمي من فكرة القلادة. إلا أنه من الصعب التحديد الدقيق الزمني من تحول استخدام القلادة كسبحة للأغراض الدينية، بيد أنه يمكن القول والافتراض أن فكرة السبحة بدأت عند السومريين قبل (5000) سنة و(سومر دولة قديمة في بلاد الرافدين بداية الألفية الثالثة ق.م. لكن كان بداية السومريين في الألفية السادسة ق.م. وويضيف " من ثم انتقلت إلى بقية الحضارات الأخرى كالفرعونية والهندية والفارسية وغير ذلك من الحضارات اللاحقة وبما إن الأحجار الكريمة المصنوعة منها السبحة تتصف بالديمومة أو تلك التي عرف عنها قوة الصلادة أو القدرة فضلاً عما تخيله الإنسان من مظاهر روحانية وسحرية ألهبت حسه كونها من المواد تتصف بالصفات الأسطورية أو ما تعلق منها بالخرافات الشائعة آنذاك سواء بالنسبة للرجل أو المرأة على حدّ سواء، إن للمعتقدات الروحانية والخرافات أثر واضح على الاهتمام بتلك الأحجار كل أمة حسب معتقداتها وإيمانها بالخرافات والأساطير وللمعتقدات الطبية الخرافية القديمة تفسيرات وأسباب أدت إلى استخدام الناس للقلائد الدينية. والواقع المستخلص قد تكون مرتبطة بالشعائر المتوارثة والمستخدمة آنذاك وقد تشمل العد والحساب أيضاً في عد الصلوات أو لغرض التأمل الديني.

## سبحة الأحجار الكريمة
إن دخول الأحجار الكريمة وشبة الكريمة في صناعة السبحة بشكل رئيسي مثل مسابح العقيق والأحجار البلورية وعين النمر والفيروز واللازورد وغيرها. وكذلك من الأحجار العضوية، كالمرجان واليسر والكهرمان. هي صناعة رائجة بشكل كبير، فالعدد المنتج من هذا النوع من الأحجار كبير نسبيا الرغم من الندرة البالغة جدا لبعض تلك الأحجار، إلا إن أغلب ما صنع من هذه المواد كمسابح هي من حجر الياقوت الأحمر والأزرق وغالبية مناراتها وفواصلها مصنوعة من الذهب أو البلاتين ومطعمة بالماس الصغير الحجم أو غيره من الأحجار الكريمة.
تصنع السبحة من مواد مختلفة فقد تصنع من التربة المجففة وتلون بألوان مختلفة منها الأسود أو الأزرق الشذري (لون الشذر) أو اللون البني الترابي، أو تصنع على شكل حبيبات خزفية، كذلك فقد تصنع من مادة اليسر المجلوب من البحر الأحمر ، وتصنع قرب مكة المكرمة حيث يتم تشكيها ونقشها وتطعيمها بنقط من الفضة أو الرصاص، فضلا عن استخدام الصدف أو المرجان أو خشب أشجار الزيتون ونواة الأثمار وهي المشهورة في المناطق قرب مدينة القدس، ويصنع بعضها من الأحجار الكريمة مثل الياقوت والامشست والمرجان واللؤلؤ والكهرب والفاتوران والمستكة أو المسكى والفضة والذهب والستيل وعين النمر واللابيس لازولية وقائمة طويلة من نفائس الحجر والمواد الأخرى أو من العاج المنقوش والمحفور، كما قد تصنع من المواد البلاستيكية الرخيصة، وتصنع أحيانا من الحبال كتلك التي يحيكها بعض الرهبان والراهبات. لقد أستطاعت السبحة أن تعبر رحلتها الزمنية عبر الديانات المختلفة الوثنية والسماوية ما يقارب 3000 سنة من دون أن يمارس عليها أي نوع من قوة الإقصاء أو الرفض أو الازدراء كحال بقية الأشياء التي ينكرها بعض المتدينين في المعتقدات المختلفة، وقد تنافس على حملها المتدينون لتكون من أبرز علامات التقوى والتدين رغم أن بعضهم ينكر استخدام معلقات الديانات الأخرى خوفاً من التشبه بأصحابها لكن السبحة أو السبحة كسرت ذلك الحاجز بقوة.

## السبحة في اللغة العربية

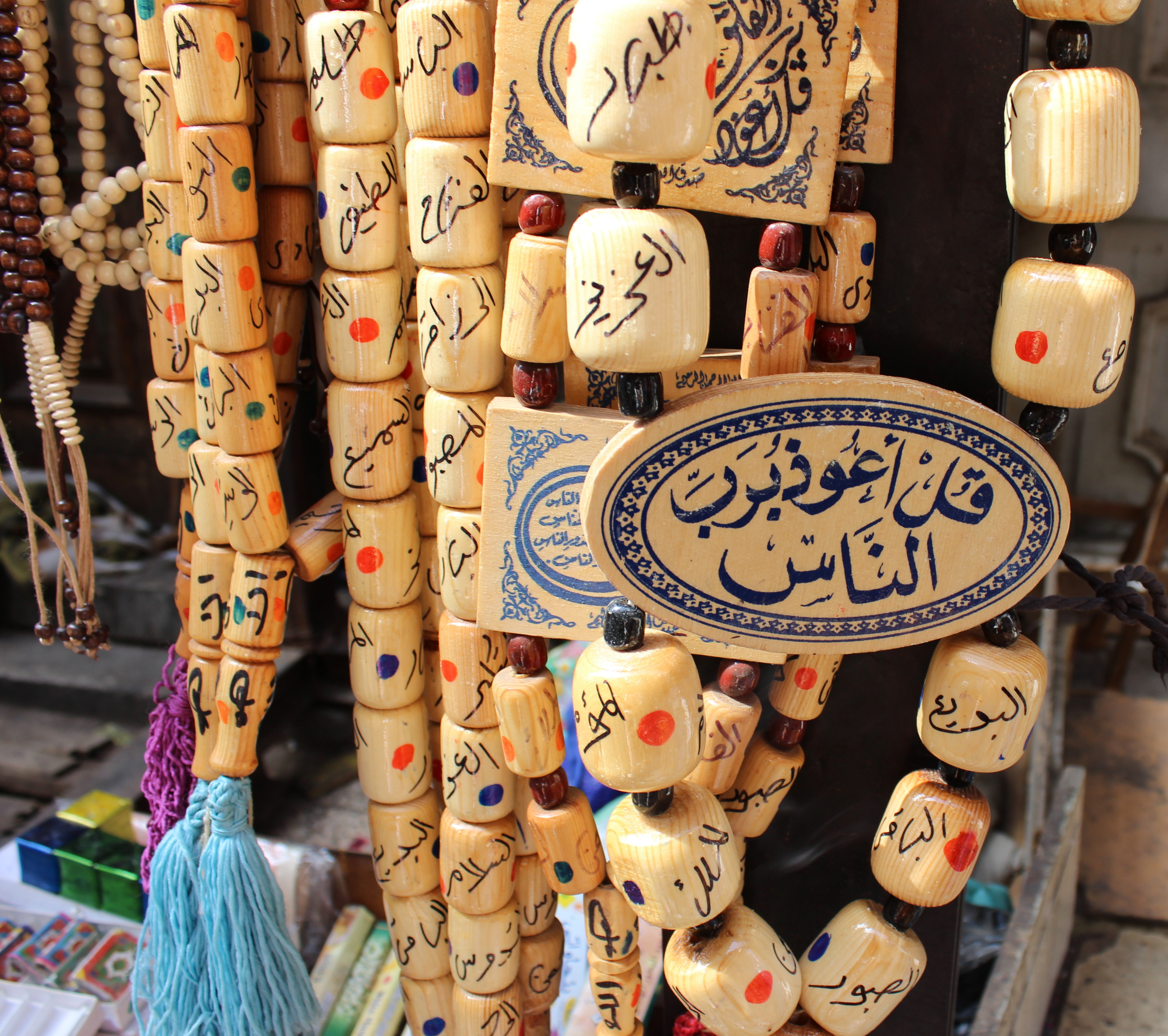
مجموعة من السبح والأية الأولى من سورة الناس "قل أعوذ برب الناس" محفورة على الخشب، ومعروضة بأحد أسواق شوارع القاهرة القديمة.

كلمة (السبحة) بضم السين وإسكان الباء مشتقة من: ((التسبيح)) وهو قول: (سبحان الله) أو هو تفعيل من السَّبْح، الذي هو التحرك والتقلب، والمجيء والذهاب، كما في قول الله تعالى: ﴿إِنَّ لَكَ فِي النَّهَارِ سَبْحًا طَوِيلًا ۝٧﴾ [المزمل:7] وجمعها سُبَح اشتقت عموما من الناحية الدينية أو اللغوية، من كلمة التسبيح - ففي القرآن الكريم ورد التسبيح لله عز وجل في عدة سور وآيات، وقد أتت كلمة التسبيح بمعاني وأماكن مختلفة في كل سورة وآية، ومن أمثلة ذلك : ذكر نوعية المسبحين في قوله تعالى: ﴿تُسَبِّحُ لَهُ السَّمَاوَاتُ السَّبْعُ وَالْأَرْضُ وَمَنْ فِيهِنَّ وَإِنْ مِنْ شَيْءٍ إِلَّا يُسَبِّحُ بِحَمْدِهِ وَلَكِنْ لَا تَفْقَهُونَ تَسْبِيحَهُمْ إِنَّهُ كَانَ حَلِيمًا غَفُورًا ۝٤٤﴾ [الإسراء:44] وقوله عز وجل: ﴿وَيُسَبِّحُ الرَّعْدُ بِحَمْدِهِ وَالْمَلَائِكَةُ مِنْ خِيفَتِهِ وَيُرْسِلُ الصَّوَاعِقَ فَيُصِيبُ بِهَا مَنْ يَشَاءُ وَهُمْ يُجَادِلُونَ فِي اللَّهِ وَهُوَ شَدِيدُ الْمِحَالِ ۝١٣﴾ [الرعد:13]. هي كلمة مولدة، قال الأزهري، وقال الفارابي، وتبعه الجوهري: السُّبْحَة: التي يسبح لها، يقول الزبيدي في: تاج العروس، عن شيخه ابن الطيب الشرقي (إنها ليست من اللغة في شيء، ولا تعرفها العرب، وإنما حدثت في الصدر الأول، إعانة على الذكر، وتذكيراً وتنشيطاً).
تاتي سبحة المسيحين بثلاثة وثلاثين عقدة أو خرزة دلالة على عمر السيد المسيح حين صعد إلى السماء، وهناك السبحة الوردية التي تحوي على خمسين عقدة.
للسبحة أهمية كبيرة لدى بعض الناس قد تصل إلى درجة التقديس وربطها بأمور دينية.
يستخدم السبحة ويحملها معه دوما الكثير من المسلمين والعرب وبعض الشرقيين حتى في كوريا وكذلك رجال الدين المسيحيين ولكن أشكالها تختلف.
تتكون السبحة التي يستخدمها المسلمون من تسعة وتسعين حبة مع فاصلتين صغيرتين حيث يكون بين كل فاصل ثلاثة وثلاثون حبة وشاهد، أو من ثلاثة وثلاثون حبة مع فاصلتين حيث يكون بين كل فاصل أحد عشرة حبة وشاهد.
من المهم في المسابح أن تكون حباتها ذات حجم مناسب يسهل معه تحريكها بأصابع اليد.

## مسبحة فاطمة الزهراء
يُستحبّ عند المسلمين، وخاصةً الشيعة، تسبيح فاطمة الزهراء. ويكون تسبيحها كما يلي: الله أكبر ٣٤ مرة، والحمد لله ٣٣ مرة، وسبحان الله ٣٣ مرة. وقد علّم محمد بن عبد الله ابنته فاطمة الزهراء عليها السلام هذا الذكر.

## معرض صور
